# Operatore impulso
L'operatore impulso in meccanica quantistica è un operatore con spettro continuo di autovalori che rappresenta l'osservabile impulso.

## Definizione
Per una singola particella priva di carica e spin si definisce l'osservabile impulso, scritto nella base delle coordinate, come
{\displaystyle \mathbf {p} ={\hbar  \over i}\nabla =-i\hbar \nabla }
dove:
- {\displaystyle \nabla } è l'operatore gradiente;
- {\displaystyle \hbar } è la costante di Planck divisa per 2π;
- {\displaystyle i} è l'unità immaginaria.

In una dimensione spaziale:
{\displaystyle \mathbf {p} ={\hbar  \over i}{\partial  \over \partial x}=-i\hbar {\partial  \over \partial x}.}
Tale operatore è hermitiano purché se ne specifichi opportunamente il dominio.

## Derivazione
Il teorema di Noether per la lagrangiana {\displaystyle {\mathcal {L}}} afferma che per ogni simmetria della lagrangiana vi è una quantità conservata, che nel caso di una traslazione spaziale è
{\displaystyle Q={\frac {\partial {\mathcal {L}}}{\partial {\dot {q}}}}dq=\varepsilon p=pdx}
Con {\displaystyle x=q} ed identificando {\displaystyle dx} con {\displaystyle \varepsilon }, si osserva che l'impulso è la quantità conservata sotto traslazione.

Si consideri ora di applicare l'operatore di traslazione {\displaystyle T(\varepsilon )} per una trasformazione infinitesima, dove {\displaystyle \varepsilon } rappresenta la lunghezza di tale traslazione, allora
{\displaystyle T(\varepsilon )|\psi \rangle =\int dxT(\varepsilon )|x\rangle \langle x|\psi \rangle =\int dx|x+\varepsilon \rangle \langle x|\psi \rangle =\int dx|x\rangle \langle x-\varepsilon |\psi \rangle =\int dx|x\rangle \psi (x-\varepsilon )}
Se {\displaystyle T(\varepsilon )} è una funzione analitica, o semplicemente una differenziabile, allora è possibile sviluppare in serie di Taylor la funzione {\displaystyle \psi (x-\varepsilon )} attorno a {\displaystyle x}:
{\displaystyle \psi (x-\varepsilon )=T(\varepsilon )\psi (x)=\psi (x)-\varepsilon {d \over dx}\psi (x)+...=exp\left(-\varepsilon {d \over dx}\right)\psi (x)}
Matematicamente, l'oggetto esponenziando il quale si ottiene una trasformazione è il generatore della trasformazione, dunque {\displaystyle -d/dx} genera la traslazione infinitesima {\displaystyle T(\varepsilon )}. Inoltre l'operatore impulso deve essere anche hermitiano, e a tal proposito vi è il teorema di Stone che afferma che se è possibile scrivere l'operatore {\displaystyle T} come
{\displaystyle T(\varepsilon )=e^{i\varepsilon K}\ }
allora {\displaystyle T} è unitario se e solo se {\displaystyle K} è hermitiano.

Uguagliando gli esponenziali delle ultime due espressioni si evince che il generatore delle traslazioni {\displaystyle K}, che è hermitiano, deve avere la forma
{\displaystyle K=i{d \over dx}}
essendo {\displaystyle 1/i=-i}.

Imponendo che la quantità di moto {\displaystyle p} prima e dopo la traslazione resti costante e considerando la lagrangiana come una funzione arbitraria generica, si prova che l'operatore {\displaystyle K} differisce dimensionalmente da {\displaystyle p} per una costante che sperimentalmente si dimostra essere la costante di Planck ridotta {\displaystyle \hbar }, cambiata di segno. Si può quindi definire l'operatore impulso nella meccanica quantistica come:
{\displaystyle {\hat {p}}=-i\hbar {d \over dx}}
Si ha di conseguenza:
{\displaystyle p|\alpha \rangle =\int dx'\,|x'\rangle \left(-i\hbar {\frac {\partial }{\partial x'}}\langle x'|\alpha \rangle \right)}
oppure anche:
{\displaystyle \langle x'|p|\alpha \rangle =-i\hbar {\frac {\partial }{\partial x'}}\langle x'|\alpha \rangle }
Queste sono le rappresentazioni dell'operatore impulso nella rappresentazione delle coordinate. Gli elementi di matrice dell'operatore impulso in termini di vettori d'onda {\displaystyle |\alpha \rangle } e {\displaystyle |\beta \rangle } o di funzioni d'onda:
{\displaystyle \langle \beta |p|\alpha \rangle =\int dx'\,\langle \beta |x'\rangle \left(-i\hbar {\frac {\partial }{\partial x'}}\right)\langle x'|\alpha \rangle =\int dx'\,\psi _{\beta }^{*}(x')\left(-i\hbar {\frac {\partial }{\partial x'}}\right)\psi _{\alpha }(x')}
Nella rappresentazione delle coordinate l'operatore impulso in una dimensione si scrive:
{\displaystyle p_{x}=-i\hbar {\frac {\partial }{\partial x}}}
e nel caso tridimensionale:
{\displaystyle {\vec {p}}=-i\hbar {\vec {\nabla }}}

### L'operatore impulso come trasformata di Fourier
A questo punto è possibile mostrare come la trasformata di Fourier dell'osservabile impulso, in meccanica quantistica, è l'operatore posizione. La trasformata, infatti, tramuta le basi dell'impulso nelle basi delle coordinate, cioè dell'operatore posizione:
{\displaystyle \langle x|{\hat {p}}|\psi \rangle =-i\hbar {d \over dx}\psi (x)}
e viceversa:
{\displaystyle \langle p|{\hat {x}}|\psi \rangle =i\hbar {d \over dp}\psi (p)}
È inoltre utile la seguente relazione:
{\displaystyle \langle p|{\hat {x}}|p'\rangle =i\hbar {d \over dp}\delta (p-p')}
dove {\displaystyle \delta } è la delta di Dirac.

## Equazione agli autovalori per l'operatore impulso
L'equazione agli autovalori dell'operatore impulso nella rappresentazione degli impulsi è:
{\displaystyle {\hat {p}}|p'\rangle =p'|p'\rangle }
dove al solito {\displaystyle {\hat {p}}} è l'operatore impulso, {\displaystyle -\infty \leq p'\leq \infty } è l'autovalore che può prendere valori continui e {\displaystyle |p'\rangle } è l'autovettore associato. Le autofunzioni dell'operatore impulso ottenute considerando al posto di {\displaystyle |\alpha \rangle } l'autovettore {\displaystyle |p'\rangle }:
{\displaystyle \langle x'|p|p'\rangle =p'\langle x'|p'\rangle =-i\hbar {\frac {\partial }{\partial x'}}\langle x'|p'\rangle }
che si può scrivere in termini di funzioni d'onda come:
{\displaystyle \langle x'|p|p'\rangle =p'\phi _{p'}(x')=-i\hbar {\frac {\partial }{\partial x'}}\phi _{p'}(x')}
La soluzione di questa equazione differenziale fornisce l'autofunzione dell'impulso che si può scrivere:
{\displaystyle \psi _{p'}(x')=\langle x'|p'\rangle =Ce^{{\frac {i}{\hbar }}p'x'}}
dove {\displaystyle C} è una costante di normalizzazione. In accordo con l'interpretazione della funzione d'onda come ampiezza di probabilità, il significato fisico della precedente espressione è che la probabilità di trovare una particella con un valore determinato dell'impulso {\displaystyle p'} nella regione compresa tra {\displaystyle x'} e {\displaystyle x'+dx'} è pari a:
{\displaystyle P(x',x'+dx')=|\psi _{p'}(x')|^{2}dx=|N|^{2}dx\ }
purché la probabilità totale sia normalizzata a uno.

## Normalizzazione degli autostati dell'impulso
Per quanto riguarda la normalizzazione degli autostati {\displaystyle |p'\rangle } dell'impulso bisogna risolvere:
{\displaystyle \int _{-\infty }^{\infty }\psi _{p'}^{*}(x')\psi _{p'}(x'')dp'=1}
cioè:
{\displaystyle |N|^{2}\int dp'\,e^{{\frac {i}{\hbar }}p'(x'-x'')}=2\pi \hbar |N|^{2}\delta (x'-x'')}
da cui:
{\displaystyle N={\frac {1}{\sqrt {2\pi \hbar }}}}
quindi le autofunzioni normalizzate dell'impulso sono:
{\displaystyle \psi _{p'}(x')=\langle x'|p'\rangle ={\frac {1}{\sqrt {2\pi \hbar }}}e^{{\frac {i}{\hbar }}p'x'}}
dove appare la funzione delta di Dirac analoga al caso dell'operatore posizione. Con l'introduzione della funzione delta di Dirac gli autostati dell'impulso sono normalizzati semplicemente:
{\displaystyle \langle p''|p'\rangle =\int _{-\infty }^{\infty }\phi _{p''}^{*}(x')\phi _{p'}(x')dx'=\delta (p''-p')}

## Funzioni d'onda nello spazio degli impulsi
Consideriamo lo sviluppo di un generico vettore di stato {\displaystyle |\alpha \rangle } in autostati dell'impulso:
{\displaystyle |\alpha \rangle =\int dp'\,|p'\rangle \langle p'|\alpha \rangle }
dove l'espressione che in qualche modo ricorda i coefficienti dello sviluppo in serie di autofunzioni:
{\displaystyle \langle p'|\alpha \rangle =\phi _{\alpha }(p')}
è chiamata funzione d'onda nella rappresentazione degli impulsi. Le rappresentazioni delle coordinate e dell'impulso sono legate dalla trasformata di Fourier. Il significato fisico della funzione d'onda nella rappresentazione degli impulsi è quella di ampiezza di probabilità in modo tale che:
{\displaystyle P(p',p'+dp')=|\langle p'|\alpha \rangle |^{2}dp'=|\phi _{\alpha }(p')|^{2}dp'}
rappresenti la probabilità che la particella abbia impulso compreso nell'intervallo {\displaystyle dp'}, se tale probabilità è correttamente normalizzata:
{\displaystyle \langle \alpha |\alpha \rangle =\int dp'\,\langle \alpha |p'\rangle \langle p'|\alpha \rangle =\int dp'\,|\langle p'|\alpha \rangle |^{2}=\int dp'\,|\phi _{\alpha }(p')|^{2}=1}
La funzione d'onda unidimensionale rappresentativa dello stato {\displaystyle |\alpha \rangle } nello spazio degli impulsi è la trasformata di Fourier della funzione d'onda {\displaystyle \psi (x)}:
{\displaystyle \langle p'|\alpha \rangle =\phi _{\alpha }(p')=\int dx'\langle p'|x'\rangle \langle x'|\alpha \rangle ={\frac {1}{\sqrt {2\pi \hbar }}}\int dx'\,e^{-ip'x'/\hbar }\psi _{\alpha }(x')}

## Operatore posizione nello spazio degli impulsi
Analogamente allo spazio delle posizioni quando rappresentiamo la funzione d'onda nello spazio delle posizioni possiamo descrivere completamente tutte le grandezze fisiche del sistema in tale spazio, anche nello spazio degli impulsi possiamo descrivere tutte le grandezze fisiche. Il valore medio dell'operatore impulso (in una dimensione per semplicità) si può trovare nell'insieme delle autofunzioni dell'operatore impulso:
{\displaystyle \langle p\rangle =\int dp\,\phi ^{*}(p,t)p\phi (p,t)}
Cerchiamo il valore medio dell'operatore posizione nello spazio delle coordinate, utilizzando la relazione
{\displaystyle \langle x\rangle =\int dx'\,\psi ^{*}(x',t)x'\psi (x',t)}
Sostituamo a {\displaystyle \psi ^{*}(x',t)} la sua espressione esplicita:
{\displaystyle \psi ^{*}(x')={\frac {1}{\sqrt {2\pi \hbar }}}\int dp'e^{-ip'\cdot x'/\hbar }\phi ^{*}(p')}
e otteniamo:
{\displaystyle \langle x\rangle =\int dp'\phi ^{*}(p',t)i\hbar {\frac {\partial }{\partial p'}}\phi (p',t)}
cioè:
{\displaystyle \langle \beta |x|\alpha \rangle =\int dx'\langle \beta |p'\rangle \left(i\hbar {\frac {\partial }{\partial p'}}\langle p'|\alpha \rangle \right)=\int dp'\,\phi _{\beta }^{*}(p')i\hbar {\frac {\partial }{\partial p'}}\phi _{\alpha }(p')}
proiettando su un autostato dell'impulso:
{\displaystyle \langle p'|x|\alpha \rangle =i\hbar {\frac {\partial }{\partial p'}}\langle p'|\alpha \rangle }
ossia:
{\displaystyle x=i\hbar {\frac {\partial }{\partial p}}}
nel caso unidimensionale e
{\displaystyle {\vec {x}}=i\hbar {\vec {\nabla }}_{p}}
nel caso tridimensionale. In generale qualsiasi funzione della posizione nello spazio degli impulsi ha valore medio calcolabile come:
{\displaystyle \langle f(x)\rangle =\int dp'\,\phi ^{*}(p',t)f\left(i\hbar {\frac {\partial }{\partial p'}}\right)\phi (p',t)}

## Caso tridimensionale
Il caso tridimensionale è un'estensione dei concetti visti sopra. L'equazione agli autovalori per l'operatore impulso nella rappresentazione dell'impulsi:
{\displaystyle {\vec {p}}|{\vec {p}}'\rangle =p'|{\vec {p}}'\rangle }
Ogni vettore di stato è rappresentabile nel caso tridimensionale come:
{\displaystyle |\alpha \rangle =\int d^{3}{\vec {p}}'\,|{\vec {p}}'\rangle \langle {\vec {p}}'|\alpha \rangle }
con un integrale esteso al volume {\displaystyle d^{3}{\vec {p}}'}. Le componenti dell'impulso commutano:
{\displaystyle [p_{i},p_{j}]=0}
sono quindi simultaneamente misurabili.
Le condizioni di normalizzazione degli autostati della posizione sono rappresentati:
{\displaystyle \langle {\vec {p}}'|{\vec {p}}''\rangle =\delta ^{3}({\vec {p}}'-{\vec {p}}'')}
dove si introduce la delta di Dirac formalmente come:
{\displaystyle \delta ^{3}({\vec {p}}'-{\vec {p}}'')=\delta (p_{x}'-p_{x}'')\delta (p_{y}'-p_{y}'')\delta (p_{z}'-p_{z}'')}
La funzione d'onda rappresentativa di uno stato {\displaystyle |\alpha \rangle } può essere scritta:
{\displaystyle \phi _{\alpha }({\vec {p}}')={\frac {1}{\sqrt {(2\pi \hbar )^{3}}}}\int d^{3}{\vec {x}}'e^{-i{\vec {p}}'\cdot {\vec {x}}'/\hbar }\psi _{\alpha }({\vec {x}}')}